# Sanctus Ignis
Sanctus Ignis è un album pubblicato nel 2001 dal gruppo progressive metal francese Adagio.

## Tracce

### Versione europea
1. Second Sight – 6:07
2. The Inner Road – 5:45
3. In Nomine... – 5:04
4. The Stringless Violin – 7:00
5. Seven Lands Of Sin – 11:40
6. Order Of Enlil – 4:19
7. Sanctus Ignis – 4:07
8. Panem Et Circences – 5:21
9. Immigrant Song – 4:55 – cover dei Led Zeppelin

### Versione internazionale
1. Second Sight – 6:07
2. The Inner Road – 5:45
3. In Nomine... – 5:04
4. The Stringless Violin – 7:00
5. Seven Lands Of Sin – 11:40
6. Order Of Enlil – 4:19
7. Sanctus Ignis – 4:07
8. Panem Et Circences – 5:21
9. Immigrant Song – 4:55 – cover dei Led Zeppelin
10. Niflheim (strumentale abbreviata) – 4:05

### Versione giapponese
1. Second Sight – 6:07
2. The Inner Road – 5:45
3. In Nomine... – 5:04
4. The Stringless Violin – 7:00
5. Seven Lands Of Sin – 11:40
6. Order Of Enlil – 4:19
7. Sanctus Ignis – 4:07
8. Panem Et Circences – 5:21
9. Immigrant Song – 4:55 – cover dei Led Zeppelin
10. Nozama – 4:25
11. The Stringless Violin (demo strumentale) – 5:15

## Componenti
- David Readman - voce
- Stephan Forté - chitarra
- Richard Andersson - sintetizzatore
- Dirk Bruinenberg - batteria
- Franck Hermanny - basso
- Dennis Ward - produttore